# Libido
|  | Per a altres significats, vegeu «Libido (llengua)». |

|  | No s'ha de confondre amb Líbid. |

En psicologia, libido (del llatí libīdō, «desig») és una pulsió o energia psíquica, generalment concebuda com a de naturalesa sexual, però de vegades concebuda com que inclou altres formes de desig.
El terme «libido» va ser utilitzat originalment pel neuròleg i psicoanalista pioner Sigmund Freud, que va començar emprant-lo simplement per denotar el desig sexual. Amb el temps va arribar a significar l'energia psíquica de la pulsió sexual i es va convertir en un concepte vital en la teoria psicoanalítica. Amb Introducció del narcisisme (1914) i l'aparició d'una libido narcisista, Freud distingeix «libido de l'Ego» («Jo» entès com «objecte d'amor») i «libido d'objecte» (narcisisme objecte). L'any 1920, a Més enllà del principi de plaer, on Freud s'oposa a les pulsions vitals i a les pulsions de mort, la libido serà representada per la figura de l'eros i assimilada a les pulsions vitals. La concepció posterior de Freud es va ampliar per incloure l'energia fonamental de totes les expressions d'amor, plaer i autoconservació. Sigmund Freud s'oposa al monisme de Carl Gustav Jung, en el qual la noció de libido designa «energia psíquica» en general, concepte que rebutja per a la psicoanàlisi. La libido de Wilhelm Reich, autor de La funció de l'orgasme (1927) i de qui Freud també es va apartar, es presenta com una «satisfacció orgàsmica en benefici de la felicitat orgànica». En nom de l'amor i en referència a l'eros de Plató, la libido adquireix un aspecte «mític» per a Jacques Lacan («mite de la làmina»), que fa referència al narcisisme i a la imaginació.
En l'ús comú o col·loquial, l'impuls sexual general d'una persona s'anomena sovint «libido» d'aquesta persona. En aquest sentit, la libido està influenciada per factors biològics, psicològics i socials. Biològicament, les hormones sexuals i els neurotransmissors associats que actuen sobre el nucli accumbens (principalment testosterona, estrògens i dopamina, respectivament) regulen el desig sexual en humans. La voluntat sexual es pot veure afectada per factors socials (com la feina i la família), factors psicològics (com la personalitat i l'estrès), per condicions mèdiques (medicaments), estil de vida, problemes de relacions i edat.

## Perspectives psicològiques

### Lalibidosegons Freud

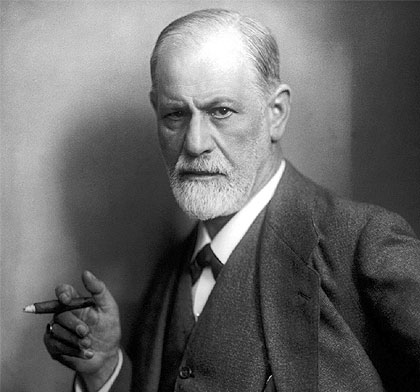
Sigmund Freud, 1921

«Libido» és un altre terme per explicar «l'energia impulsora ja que és específicament sexual». La teoria de la libido de Freud «pot ser considerada com el pilar de suport de l'edifici metapsicològic»: el procés de l'inconscient està arrelat a la libido.

#### De la sexologia a la psicoanàlisi
«Libido» és una paraula llatina que significa «desig».
 El terme llatí va ser utilitzat per primera vegada per Moritz Benedikt, expliquen Élisabeth Roudinesco i Michel Plon, abans de ser adoptat pels «fundadors de la sexologia (Albert Moll i Richard von Krafft-Ebing), per designar una energia específica de l'instint sexual o 'libido sexualis'».
En Freud, que declara haver manllevat el terme «libido» d'Albert Moll (Untersuchungen über die Libido sexualis, 1898), la teoria de la libido es desenvolupa d'acord amb la seva teoria de les pulsions, que evoluciona en diverses etapes (primera i segona teoria de les pulsions).
De fet, el terme «libido» es troba ja el 1894 a les Cartes a Wilhelm Fliess (Manuscrit E). Alain de Mijolla subratlla:
| «                  | La «teoria de la libido» discorre com un fil vermell al llarg de l'obra de Freud des de la primera aparició al 'Manuscrit E' […] de la noció de «libido psíquica» com a sinònim «d'afecte psíquic» el juny de 1894 (per tant, abans de la publicació). el 1898 del llibre d'Albert Moll, 'Untersuchung über die Libido sexualis', del qual Freud afirmava haver-lo agafat en préstec) | » |
| — Alain de Mijolla | |   |

#### L'energia de la pulsió sexual
Jean Laplanche i Jean-Bertrand Pontalis donen aquesta definició de la libido: «és l'energia postulada per Freud com a substrat de les transformacions de la pulsió sexual respecte a l'objecte (desplaçament de les inversions), respecte a l'objectiu (sublimació, per exemple), quant a la font de l'excitació sexual (diversitat de zones erògenes)».
En una addició de 1915 a Drei Abhandlungen zur Sexualtheorie (Tres assaigs sobre la teoria sexual, 1905), Freud dóna la seva definició del terme «libido»:
| «               | Definim el concepte de «libido» com una força quantitativament variable que permet mesurar els processos i transposicions en el camp de l'excitació sexual. | » |
| — Sigmund Freud | |   |

#### Evolució de la teoria de la libido
La teoria freudiana de la libido evoluciona segons la teoria de les pulsions. Es manté fonamentalment dualista, a diferència del monisme jungià i malgrat un cert acostament «de les opinions» de Jung el 1914 reconegut pel mateix Freud en «una presentació retrospectiva» que va fer de l'evolució de la seva pròpia teoria de la libido a Psychoanalyse und Libidotheorie (Psicoanàlisi i Teoria de la libido, 1923).
Sigmund Freud «va reconèixer al principi només una dualitat pulsional: les pulsions sexuals - les pulsions de l'Ego (o d'autoconservació)». Les primeres, les pulsions sexuals, s'anomenen «libido», mentre que l'energia dels segons s'anomena «energia de la pulsió de l'Ego» o «interès».
Amb l'estudi de les psicosis, en el moment de la introducció del narcisisme (Introducció del narcisisme, 1914), es va establir una clara distinció «libido de l'Ego - libido d'objecte».

##### Sexualitat infantil
A Drei Abhandlungen zur Sexualtheorie (Tres assaigs sobre la teoria de la sexualitat, 1905), Freud mostra com «el que justifica la noció psicoanalítica de libido» és la sexualitat infantil. La pulsió sexual es basa en les funcions vitals. L'analogia amb la fam fa que Freud digui: «El llenguatge popular no té una designació equivalent a la paraula 'fam'; la ciència utilitza el terme 'libido' per a aquest propòsit».
L'autoerotisme es desenvolupa a partir de les zones erògenes, i el que segueix és una «seqüència de les diverses fases d'una evolució que condueix l'ésser humà des de l'organització pregenital a la seva organització genital: fase oral, fase sàdica-anal, fase fàl·lica, i finalment fase genital»; l'obra de Karl Abraham completa la descripció feta per Freud el 1923 a Die infantile Genitalorganization (L'organització genital infantil).
| Fase oral         | → | Fase anal (+ oral)       | → | Fase fàl·lica (+oral, +anal)        | → | Període de latència (+oral, +anal, +fàl·lica) | → | Fase genital |
|                   |   |                          |   |                                     |   |                                               |   |              |
| Fins als 18 mesos |   | Dels 18 mesos als 3 anys |   | Dels 3 als 7 anys Situació edipiana |   | Dels 7 als 8 anys                             |   | Adolescència |

Atesa la diversificació de les zones erògenes, «la pulsió sexual (la manifestació del qual és la libido) es divideix en pulsions parcials», la «pulsió oral» i la «pulsió anal» estan unides a regions del cos, d'altres com la «pulsió de poder» (Bemächtigungstrieb) està definit pel seu objectiu.

##### Libido de l'Ego-Libido d'objecte
Alain de Mijolla opina que Introducció del narcisisme representa «un trasbals en la teoria psicoanalítica i més particularment en la 'teoria de la libido', en distingir dos modes d'inversió libidinal: cap a l'Ego i cap als objectes».
Els estudis de Carl Gustav Jung sobre la psicosi van portar a Freud «a distanciar-se, fins i tot fins al punt de trencar amb el seu alumne», d'una teoria de la libido com l'energia només dels «impulsos sexuals dirigits cap a l'exterior». Jung, de fet, va criticar «la teoria de la libido», i va jutjar «que no va tenir en compte la demència precoç». A diferència de Jung, explica Jean Laplanche, Freud diferencia dos graus en la retirada de la libido, el de la vida fantàstica corresponent a la introversió de Jung, i el «sobre aquest objecte privilegiat que és l'ego».
La libido de l'Ego s'anomenarà aviat «libido narcisista» incloent «la noció del seu possible retorn, des del corrent objectal, sobre un Jo que s'ha convertit en objecte d'amor: el narcisisme secundari».

##### Lalibidocom a energia de l'eros
A Jenseits des Lustprinzips (Més enllà del principi del plaer, 1920), Freud contrasta les «pulsions de vida» i les «pulsions de mort». En aquest «nou dualisme pulsiu», la libido «s'assimila a l'Eros», és a dir, a les «pulsions de vida». Élisabeth Roudinesco i Michel Plon citen a Freud:
| «                                        | La «libido» dels nostres impulsos sexuals coincideix amb «l'Eros» de poetes i filòsofs que manté la cohesió de tot allò que viu. | » |
| — Freud, Més enllà del principi de plaer | |   |

En Abstract of Psychoanalysis (Esquema de la psicoanàlisi, 1940), Freud parla de «tota l'energia de l'Eros, que d'ara endavant anomenarem 'libido'».
Tanmateix, Eros no hauria d'abolir la libido que representa, aquesta paraula llatina pretén traduir «la universalitat del concepte de sexualitat» sense recórrer a la seva traducció a altres llengües. Segons Roudinesco i Plon, la libido esdevindrà així «objecte d'un escàndol que apareixerà a partir de 1910 en les múltiples resistències oposades a cada país a la psicoanàlisi, sempre i arreu qualificada com una doctrina pansexualista: massa 'germanista' als ulls dels els francesos, massa 'llatins' per als escandinaus, massa 'jueus' per al nazisme, i finalment massa 'burgesos' per al comunisme, és a dir, com per a Jung, sempre massa 'sexuals'».

### Lalibidosegons Carl Jung

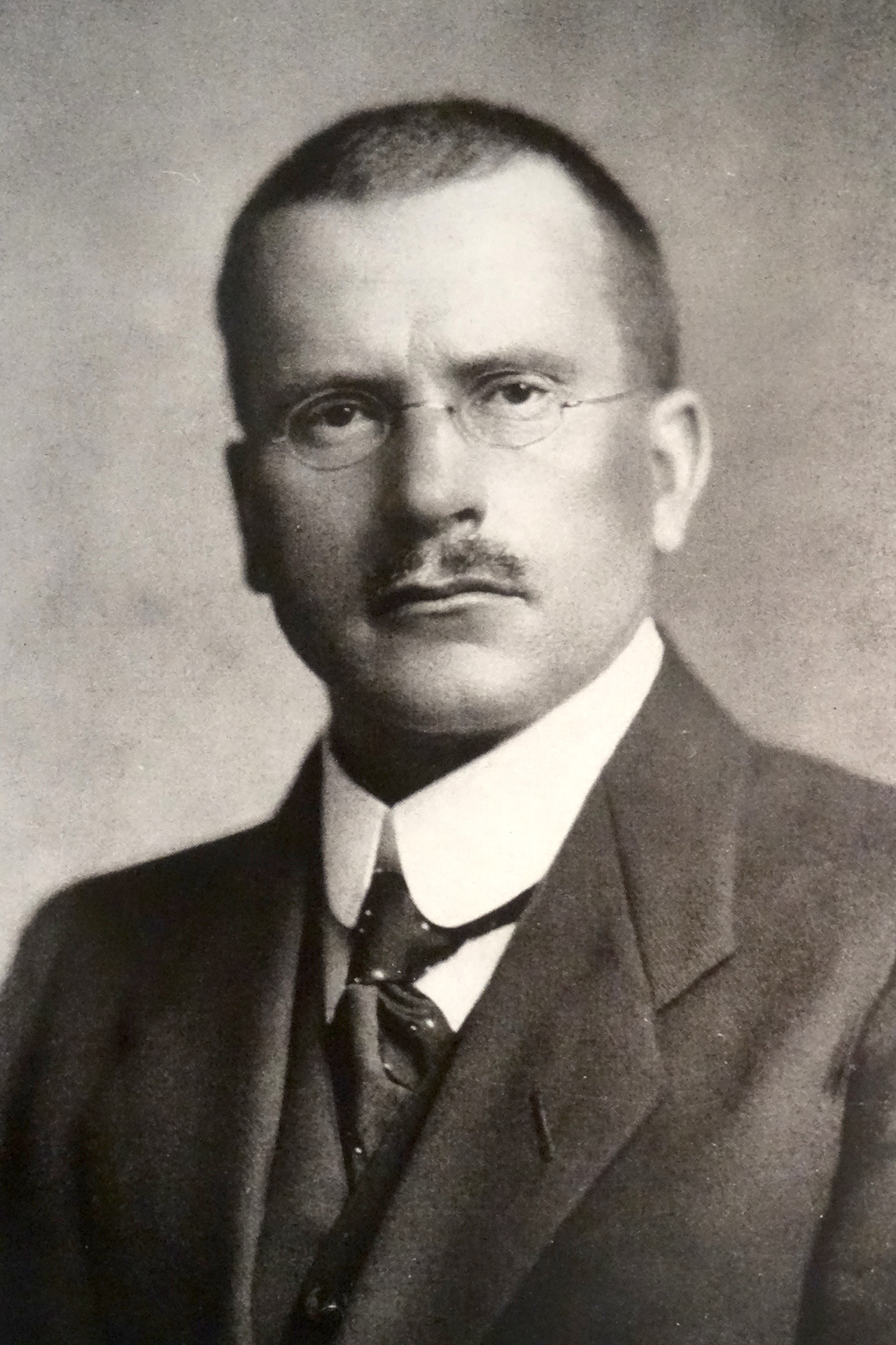
Per a Jung, amb qui Freud va trencar el 1913, el terme «libido» significava «energia psíquica» en general, un concepte que Freud va rebutjar

Pel psiquiatre i psicòleg Carl Gustav Jung, la naturalesa de la libido va representar un dels primers punts de les seves discrepàncies amb Freud. En desacord amb el caràcter eminentment sexual va emfatitzar una energia vital àmplia i indiferenciada, es tractaria d'una «energia psíquica indiferenciada», «l'élan vital de Bergson», no lligada a un substrat biologicista (Freud).
A l'hora d'explicar el funcionament de l'energia psíquica, va proposar tres idees bàsiques derivades de la física:
- Principi dels oposats. Principi omnipresent en tot el sistema junguià, de la mateixa manera que hi ha oposats o polaritats en l'energia física (calor/fred, altura/profunditat, creació/deteriorament), passa el mateix amb l'energia psíquica. Aquest conflicte entre polaritats és precisament el principal motivador del comportament i generador d'energia. Dit d'una altra manera, com més conflicte entre oposats, més energia psíquica; no hi ha energia sense oposició.
- Principi d'equivalència. Jung aplicarà a tot esdevenir psíquic el principi físic de la conservació de l'energia, és a dir, l'energia no es pot crear ni destruir, només es pot canviar d'una manera a una altra. Tal com ho descriu citant Ludwig Busse, «la suma total de l'energia no varia i no pot augmentar ni disminuir».[18]

Amb això, sempre es produeix una contínua redistribució de l'energia dins de la personalitat. Si l'energia gastada o invertida a originar alguna condició es debilita o desapareix, aquesta no es perd, sinó que és transferida a una altra part de la psique.
| « | Tota energia invertida o consumida per aconseguir un efecte determinat provoca l'aparició de la mateixa quantitat d'aquesta o d'una altra forma d'energia en un altre punt. | » |

Així, la pèrdua d'interès en una persona genera que l'energia psíquica abans invertida en aquesta àrea canviï a una de nova, o que es produeixi un intercanvi energètic entre l'activitat conscient de vigília i l'onírica inconscient en dormir. Aquesta nova àrea ha de tenir un valor psíquic equivalent, sinó que l'excés d'energia fluirà a l'inconscient.
- Principi d'entropia. En física, el principi d'entropia fa referència a la igualació de les diferències d'energia. Per exemple, tendència a l'equilibri tèrmic en unir dos cossos a temperatura diferent. Aplicant una llei idèntica a l'energia psíquica, Jung va proposar l'existència d'una tendència al balanç o equilibri dins de la personalitat. Així, si hi ha dos desitjos de diferent intensitat o valor psíquic, l'energia fluirà del més intens al més feble.[19]

| « | Segons la llei física de l'entropia, l'energia flueix de nivells més alts a nivells més baixos cap a estats més probables d'intensitat. | » |

La distribució equitativa d'energia psíquica en tota la personalitat mai no s'assoleix, atès que si fos així, aquest tercer principi, el principi d'entropia, entraria en contradicció amb el primer principi o principi dels oposats. Un equilibri excessiu evitaria el conflicte entre oposats, font de l'energia.
Són així mateix de vital importància els termes regressió i progressió de la libido, fent referència a la direcció del moviment de l'energia, així com la funció del símbol, emergit de la base arquetípica de la personalitat, és a dir, allò inconscient col·lectiu, com a gran organitzador i transformador de la libido, a diferència del concepte psicoanalític de sublimació substitutiva.

### Lalíbidosegons Wilhelm Reich

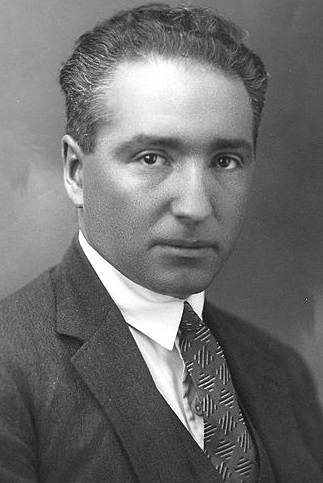
Wilhelm Reich, autor de La funció de l'orgasme (1927), fotografiat per Ludwig Gutmann abans de 1943

Pel que fa a Wilhelm Reich (1897-1957), autor de Die Funktion des Orgasmus (La funció de l'orgasme, 1927), Élisabeth Roudinesco i Michel Plon veuen en ell un «hereu de la sexologia, que voldria resexualitzar la libido en el marc d'una teoria biològica de la satisfacció orgàsmica». Tot i que, tanmateix, havia dedicat la seva obra La funció de l'orgasme al seu «mestre i professor Sigmund Freud», abans que aquest s'allunyés d'ell «fins al punt d'eliminar-lo del moviment psicoanalític», Reich no va estar sense acusar els psicoanalistes «d'abandonar la libido» i de «domesticar el sexe» buscant adaptar l'individu «als ideals del capitalisme burgès». Però per a Roudinesco i Plon, la posició de Reich es presentava com a «simètrica a la de Carl Gustav Jung»: Jung «va desexualitzar el sexe en benefici d'una mena d'impuls vital», mentre que Reich «el sexe desexualitzat a favor d'una genitalitat biològica basada en el floriment d'una felicitat orgànica de la qual estava exclosa la pulsió de mort».
Reich explica així «tot el comportament humà per l'únic fet orgàsmic i genital» formalitzant el seu concepte d'orgón «com la superlibido i l'energia única de l'ésser humà». Tot i que rebutja l'existència de la pulsió de mort, Joel Bernat observa tanmateix «que, de fet, la pulsió de mort 'retorna inconscientment' a la seva concepció de la societat, fins al punt que la societat s'ha convertit en una pulsió de mort», un concepte que, segons Bernat, «deu molt a Jean-Jacques Rousseau i al seu principi de 'l'home bo per naturalesa' i corromput per la societat». A més, Reich «fa sistemàticament de la masturbació un acte genital... ignorant així l'autoerotisme i el seu treball psíquic». Pel que fa al clítoris, assenyala Bernat, «per a Reich, roman absent o viril».

### Lalibidosegons Jacques Lacan

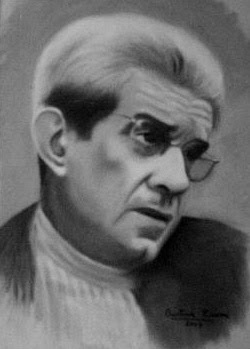
Jacques Lacan va construir un «mite de la làmina» per definir la concepció de la libido

Per definir la seva concepció de la libido, Jacques Lacan substitueix el mite d'Aristòfanes de l'Eros platònic (a El convit) per una «cerca de la meitat sexual enamorada», com evoca Freud en Tres assaigs sobre la teoria de la sexualitat, «la recerca, pel subjecte, no pel complement sexual, sinó per la part eternament perduda d'ell mateix»: aquest és el «mite de la làmina», que explica a Les quatre concepts fondamentaux de la psychanalyse (Els quatre conceptes fonamentals de la psicoanàlisi,1973):
| «               | [la làmina], és quelcom que es relaciona amb el que l'ésser sexual perd en la sexualitat, és com l'ameba en relació als éssers sexuals, immortal | » |
| — Jacques Lacan | |   |

Segons Catherine Desprats-Péquignot, Jacques Lacan concep així «la libido no tant com un camp d'energia sinó com un 'òrgan irreal', que es relaciona amb la part de si mateix que l'ésser sexual viu perd en la sexualitat», mentre que «la qüestió de l'amor» es «referit a un fonament narcisista i imaginari».

### Altres perspectives psicològiques i socials
Una persona pot tenir un desig de sexe, però no tenir l'oportunitat d'actuar segons aquest desig, o per raons personals, morals o religioses pot abstenir-se d'actuar segons el desig. Psicològicament, l'impuls d'una persona pot ser reprimit o sublimat. Per contra, una persona pot participar en una activitat sexual sense un desig real per a això. Múltiples factors afecten el desig sexual humà, com ara l'estrès, la malaltia, l'embaràs i altres. Una revisió de 2001 va trobar que, de mitjana, els homes tenen un desig sexual més elevat que les dones.
Determinats factors psicològics o socials poden reduir el desig sexual. Aquests factors poden incloure la manca de privadesa o intimitat, l'estrès o la fatiga, la distracció o la depressió. L'estrès ambiental, com l'exposició prolongada a nivells sonors elevats o llum brillant, també pot afectar la libido. Altres causes inclouen l'experiència d'abús sexual, agressió, trauma o negligència, problemes d'imatge corporal i ansietat per participar en activitats sexuals. Les persones amb trastorn per estrès posttraumàtic (TEPT) poden trobar-se amb un desig sexual reduït. Lluitant per trobar plaer, a més de tenir problemes de confiança, molts amb TEPT experimenten sentiments de vulnerabilitat, ràbia i ira, i aturades emocionals, que s'ha demostrat que inhibeixen el desig sexual en persones amb TEPT. El desig sexual reduït també pot estar present en les víctimes de trauma a causa de problemes que sorgeixen en la funció sexual. Per a les dones, s'ha trobat que el tractament pot millorar la funció sexual, ajudant així a restaurar el desig sexual. La depressió i la disminució de la libido sovint coincideixen, i la reducció del desig sexual és un dels símptomes de la depressió. Les persones amb depressió sovint informen que la disminució de la libido és de gran abast i més notable que altres símptomes. A més, les persones amb depressió sovint es mostren reticents a informar del seu desig sexual reduït, sovint normalitzant-lo amb valors culturals/socials, o per la manca d'informació del metge al respecte.
Els desitjos sexuals solen ser un factor important en la formació i el manteniment de relacions íntimes en humans. La manca o la pèrdua del desig sexual pot afectar negativament les relacions. Els canvis en els desitjos sexuals de qualsevol parella en una relació sexual, si es mantenen i no es resolen, poden causar problemes en la relació. La infidelitat d'una parella pot ser una indicació que els canvis de desitjos sexuals d'una parella ja no es poden satisfer en la relació actual. Els problemes poden sorgir de la disparitat dels desitjos sexuals entre les parelles, o la mala comunicació entre les parelles de les necessitats i preferències sexuals.

## Perspectives biològiques

### Compostos endògens
La libido es regeix principalment per l'activitat a la via mesolímbica de la dopamina (àrea tegmental ventral i nucli accumbens). En conseqüència, la dopamina i les amines traça relacionades (principalment la fenetilamina) que modulen la neurotransmissió de la dopamina tenen un paper crític en la regulació de la libido.
Altres neurotransmissors, neuropèptids i hormones sexuals que afecten el desig sexual modulant l'activitat o actuant sobre aquesta via inclouen:
- Testosterona[4] (directament correlacionada) i altres andrògens.[33][34][35][36]
- Estrogen[4] (correlacionat directament) i hormones sexuals femenines relacionades.[37][38][39][40][41]
- Progesterona[40] (correlacionada inversament).
- Oxitocina[42] (directament correlacionada).
- Serotonina[43][44][45] (correlacionada inversament).
- Noradrenalina[43] (directament correlacionada).
- Acetilcolina.[46]

#### Nivells d'hormones sexuals i cicle menstrual
El desig sexual d'una dona està correlacionat amb el seu cicle menstrual, amb moltes dones que experimenten un desig sexual augmentat durant els diversos dies immediatament anteriors a l'ovulació, que és el seu període màxim de fertilitat, que normalment es produeix dos dies abans i fins dos dies després de l'ovulació. Aquest cicle s'ha associat amb canvis en els nivells de testosterona de la dona durant el cicle menstrual. Segons Gabrielle Lichterman, els nivells de testosterona tenen un impacte directe en l'interès de la dona pel sexe. Segons ella, els nivells de testosterona augmenten gradualment des del 24è dia del cicle menstrual d'una dona fins a l'ovulació aproximadament el 14è dia del cicle següent, i durant aquest període el desig sexual de la dona augmenta constantment. El 13è dia és generalment el dia amb els nivells més alts de testosterona. A la setmana següent a l'ovulació, el nivell de testosterona és el més baix i, com a resultat, les dones experimentaran menys interès pel sexe. A més, durant la setmana posterior a l'ovulació, els nivells de progesterona augmenten, la qual cosa fa que una dona tingui dificultats per aconseguir l'orgasme. Encara que els últims dies del cicle menstrual estan marcats per un nivell constant de testosterona, la libido de la dona pot augmentar com a resultat de l'engrossiment del revestiment uterí que estimula les terminacions nervioses i fa que la dona se senti excitada. A més, durant aquests dies, els nivells d'estrògens disminueixen, donant lloc a una disminució de la lubricació natural.
Encara que alguns especialistes discrepen d'aquesta teoria, la menopausa encara és considerada per la majoria com un factor que pot provocar una disminució del desig sexual en les dones. Els nivells d'estrògens disminueixen a la menopausa i això sol provocar un menor interès pel sexe i la sequedat vaginal que fa que el sexe sigui dolorós. No obstant això, els nivells de testosterona augmenten a la menopausa i això pot ser el motiu pel qual algunes dones poden experimentar un efecte contrari d'un augment de la libido.

### Factors físics
Els factors físics que poden afectar la libido inclouen problemes endocrins com l'hipotiroïdisme, l'efecte de determinats medicaments amb recepta (per exemple, la flutamida) i l'atractiu i l'aptitud biològica de la parella, entre diversos altres factors d'estil de vida.
L'anèmia és una causa de la manca de libido en les dones a causa de la pèrdua de ferro durant el període.
Fumar tabac, el trastorn per consum d'alcohol i l'ús de certes drogues també poden provocar una disminució de la libido. A més, els especialistes suggereixen que diversos canvis d'estil de vida, com ara fer exercici, deixar de fumar, reduir el consum d'alcohol o consumir medicaments amb recepta, poden ajudar a augmentar el desig sexual.

#### Medicaments
Algunes persones intenten deliberadament disminuir la seva libido mitjançant l'ús d'anafrodisíacs. Els afrodisíacs, com els psicoestimulants dopaminèrgics, són una classe de fàrmacs que poden augmentar la libido. D'altra banda, una libido reduïda també és sovint iatrogènica i pot ser causada per molts medicaments, com anticoncepció hormonal, ISRS i altres antidepressius, antipsicòtics, opioides, beta bloquejadors i isotretinoïna.
La isotretinoïna, la finasterida i molts ISRS poden causar una disminució a llarg termini de la libido i de la funció sexual general, de vegades durant mesos o anys després que els usuaris d'aquests fàrmacs hagin deixat de prendre-los. Aquests efectes de llarga durada s'han classificat com a trastorns mèdics iatrogènics, denominats respectivament disfunció sexual post-retinoide/síndrome post-Accutane (PRSD/PAS), síndrome post-finasterida (PFS) i disfunció sexual post-ISRS (PSSD). Aquests tres trastorns comparteixen molts símptomes superposats, a més de la reducció de la libido, i es creu que comparteixen una etiologia comuna, però col·lectivament segueixen sent poc entesos i no tenen tractaments efectius.
Diversos estudis han demostrat que, a excepció del bupropió (Wellbutrin), la trazodona (Desyrel) i la nefazodona (Serzone), els antidepressius generalment provocaran una disminució de la libido. Els ISRS que solen provocar una disminució de la libido són la fluoxetina (Prozac), la paroxetina (Paxil), la fluvoxamina (Luvox), el citalopram (Celexa) i la sertralina (Zoloft). S'ha demostrat que la disminució de la dosi dels medicaments ISRS millora la libido en alguns pacients. Altres usuaris intenten inscriure's en psicoteràpia per resoldre problemes de libido relacionats amb la depressió. No obstant això, l'eficàcia d'aquesta teràpia és mixta, i molts informen que no va tenir cap o poc efecte sobre el desig sexual.
La testosterona és una de les hormones que controlen la libido en els éssers humans. La investigació emergent està demostrant que els mètodes anticonceptius hormonals com les píndoles anticonceptives orals (que es basen en els estrògens i la progesterona junts) estan causant una libido baixa en les dones en elevar els nivells de globulina d'unió a hormones sexuals (SHBG). La SHBG s'uneix a les hormones sexuals, inclosa la testosterona, de manera que no estan disponibles. Les investigacions mostren que fins i tot després d'acabar amb un mètode anticonceptiu hormonal, els nivells de SHBG es mantenen elevats i no hi ha dades fiables per predir quan disminuirà aquest fenomen.
Els anticonceptius orals redueixen els nivells d'andrògens en els usuaris, i els nivells d'andrògens reduïts generalment condueixen a una disminució del desig sexual. No obstant això, l'ús d'anticonceptius orals ha demostrat que normalment no té relació amb la disminució de la libido en les dones.

#### Efectes de l'edat
Els homes assoleixen el cim del seu desig sexual en els seus anys d'adolescència, mentre que les dones l'assoleixen als trenta anys. L'augment de la testosterona afecta l'home a la pubertat i resulta en un desig sexual sobtat i extrem que arriba al seu punt màxim als 15-16 anys, i després baixa lentament al llarg de la seva vida. En canvi, la libido d'una dona augmenta lentament durant l'adolescència i arriba als seus màxims a mitjans dels trenta anys. Els nivells reals de testosterona i estrògens que afecten el desig sexual d'una persona varien considerablement.
Alguns nens i nenes començaran a expressar interès romàntic o sexual entre els 10 i els 12 anys. Els sentiments romàntics no són necessàriament sexuals, sinó que estan més associats amb l'atracció i el desig per un altre. Per als nens i nenes en els seus anys preadolescents (entre 11 i 12 anys), almenys el 25% declaren «pensar molt en el sexe». Però en els primers anys de l'adolescència (entre 13 i 14 anys) és molt més probable que els nois tinguin més fantasies sexuals que les noies. A més, és molt més probable que els nois manifestin un interès per les relacions sexuals a aquesta edat que les noies. La masturbació entre els joves és freqüent, amb una prevalença entre la població que generalment augmenta fins a entre 25 i 35 anys. En general, els nens comencen a masturbar-se abans, amb menys del 10% dels nens masturbant-se al voltant dels 10 anys, al voltant de la meitat entre els 11 i els 12 anys i més d'una majoria substancial entre els 13 i els 14 anys. Això contrasta molt amb les noies on pràcticament cap no es masturba abans dels 13 anys, i només al voltant del 20% entre els 13 i els 14 anys.
Les persones d'entre 60 i 70 anys en general conserven un desig sexual saludable, però aquest pot començar a disminuir entre els 70 i 75 anys. Els adults grans generalment desenvolupen una libido reduïda a causa de la disminució de la salut i dels factors ambientals o socials. En contrast amb la creença comuna, les dones postmenopàusiques sovint informen sobre un augment del desig sexual i una major voluntat de satisfer la seva parella. Les dones sovint denuncien les responsabilitats familiars, la salut, els problemes de relació i el benestar com a inhibidors dels seus desitjos sexuals. Els adults envellits sovint tenen actituds més positives cap al sexe a l'edat avançada a causa d'estar més relaxats al respecte, alliberar-se d'altres responsabilitats i augmentar la confiança en si mateixos. Aquells que mostren actituds negatives generalment citen la salut com un dels motius principals. Els estereotips sobre els adults envellits i la sexualitat sovint consideren a les persones grans com a éssers asexuals, i no els fan cap favor quan intenten parlar d'interès sexual amb els cuidadors i professionals mèdics. Les cultures no-occidentals sovint segueixen una narració de dones ancianes amb una libido molt més baixa, per tant, no fomenta cap tipus de comportament sexual per a les dones. La residència en residències de gent gran té efectes sobre la libido dels residents. En aquestes llars, el sexe es produeix, però no és fomentat pel personal o altres residents. La manca de privadesa i el desequilibri de gènere dels residents són els principals factors que redueixen el desig. En general, per als adults grans, l'entusiasme pel sexe, la bona salut, l'autoestima sexual i tenir una parella amb talent sexual poden ser factors.